# هاردینگ (مینه‌سوتا)
هاردینگ، مینه‌سوتا (به انگلیسی: Harding, Minnesota) یک شهر در ایالات متحده آمریکا است که در شهرستان موریسون، مینه‌سوتا واقع شده‌است.

## خصوصیات
هاردینگ ۸٫۴۴ کیلومترمربع مساحت و ۱۲۵ نفر جمعیت دارد و ۳۸۴ متر بالاتر از سطح دریا واقع شده‌است.